# Nāḩiyat Qal‘at al Maḑīq
Nāḩiyat Qal‘at al Maḑīq (arabiska: ناحية قلعة المضيق) är ett subdistrikt i Syrien.   Det ligger i provinsen Hamah, i den västra delen av landet, 220 km norr om huvudstaden Damaskus.
Trakten runt Nāḩiyat Qal‘at al Maḑīq består till största delen av jordbruksmark. Runt Nāḩiyat Qal‘at al Maḑīq är det tätbefolkat, med 257 invånare per kvadratkilometer.